# Juan Falú
Alfredo Juan Falú (San Miguel de Tucumán, Argentina, 10 de octubre de 1948) es un guitarrista y compositor argentino de folclore. 

## Biografía
En cuanto a sus orígenes familiares, cabe decir que es sobrino del también guitarrista Eduardo Falú, que sus dos abuelos paternos eran inmigrantes sirios y que su hermano Luis Eduardo Falú es uno de los desaparecidos de la última dictadura cívico-militar de Argentina. En los años sesenta y setenta fue militante de la izquierda peronista, en el peronismo de base tucumano, siendo uno de los fundadores de la Unión Nacional de Estudiantes, para después militar en las Fuerzas Armadas Peronistas.

## Ciclos musicales
Es el director artístico del ciclo musical Guitarras del mundo, un encuentro que reúne guitarristas conocidos de todo el mundo desde su fundación en 1995.
Es, asimismo, uno de los dos artífices del ciclo Maestros del alma, en el cual, junto a la pianista argentina Hilda Herrera, se homenajeó a los máximos referentes de la música folclórica argentina vivos. Entre los homenajeados por el ciclo se encuentra su amigo Pepe Núñez con quien compuso por correspondencia una parte importante de su obra cuando estuvo exiliado en Brasil, durante la dictadura argentina de 1976 a 1983 que se llevó la vida de su hermano Lucho, y de la cual él se salvó gracias a su tío Eduardo.
Es docente del Conservatorio Manuel de Falla de Buenos Aires, en la asignatura de carrera Ritmos y formas del folclore y la música ciudadana, además de colaborar en la creación de la primera Carrera Superior de Folklore y Tango de Buenos Aires. En 2005 obtuvo el Diploma al Mérito de los Premios Konex por su trabajo junto con Liliana Herrero al mejor conjunto de folclore de la década en Argentina.
Reside en el barrio de Floresta de Buenos Aires.